# Parachromis dovii
Parachromis dovii es una especie de peces de la familia Cichlidae en el orden de los Perciformes.

## Morfología
Los machos pueden llegar alcanzar los72 cm de longitud total y 6.800 g de peso.

## Alimentación
Come principalmente peces y, en menor cantidad, crustáceos e insectos.

## Hábitat
Vive en zonas de clima tropical entre 21 °C-37 °C de temperatura.

## Distribución geográfica
Se encuentran en Centroamérica: vertiente atlántica entre el río Aguan (Honduras) y el río Parismina,y afluentes  (Costa Rica), y vertiente pacífico entre el río Yeguas (Honduras) y el río Bebedero (Costa Rica).